# Oxford (Idaho)
Oxford es una ciudad ubicada en el condado de Franklin en el estado estadounidense de Idaho. En el Censo de 2010 tenía una población de 48 habitantes y una densidad poblacional de 73,54 personas por km².

## Geografía
Oxford se encuentra ubicada en las coordenadas 42°15′36″N 112°1′5″O / 42.26000, -112.01806. Según la Oficina del Censo de los Estados Unidos, Oxford tiene una superficie total de 0.65 km², de la cual 0.65 km² corresponden a tierra firme y (0%) 0 km² es agua.

## Demografía
Según el censo de 2010, había 48 personas residiendo en Oxford. La densidad de población era de 73,54 hab./km². De los 48 habitantes, Oxford estaba compuesto por el 100% blancos, el 93.75% eran afroamericanos, el 0% eran amerindios, el 6.25% eran asiáticos, el 0% eran isleños del Pacífico, el 0% eran de otras razas y el 0% pertenecían a dos o más razas. Del total de la población el 0% eran hispanos o latinos de cualquier raza.